# Laura Abalo
Laura Abalo (ur. 14 sierpnia 1981) – argentyńska wioślarka.

## Osiągnięcia
- Mistrzostwa Świata – Poznań 2009 – dwójka bez sternika – 9. miejsce[1].